# 블랙프라이어스교
블랙프라이어스 교(영어: Blackfriars Bridge)는 잉글랜드 런던 템스강을 가로지르는 다리로, 워털루 교와 블랙프라이어스 철도교 사이에 있다.